# Agíasma (ort i Grekland, Attika)
Agíasma (Agiasma, Ayiasma, Agiasmothi) är en ort i Grekland.   Den ligger i prefekturen Nomarchía Anatolikís Attikís och regionen Attika, i den sydöstra delen av landet, 40 km sydost om huvudstaden Aten. Agíasma ligger 153 meter över havet och antalet invånare är 161.
Terrängen runt Agíasma är huvudsakligen kuperad, men åt sydväst är den platt. Havet är nära Agíasma åt sydväst. Närmaste större samhälle är Anávyssos, 2,8 km väster om Agíasma. Omgivningarna runt Agíasma är i huvudsak ett öppet busklandskap.